# Гаргас (Горња Гарона)
Гаргас (фр. Gargas) општина је у департману Горња Гарона у југозападној Француској.

## Популација
| 1962. | 1968. | 1975. | 1982. | 1990. | 1999. | 2008. |
| ----- | ----- | ----- | ----- | ----- | ----- | ----- |
| 146   | 172   | 262   | 316   | 425   | 520   | 605   |

## Галерија
- Црква